# Georg Händel

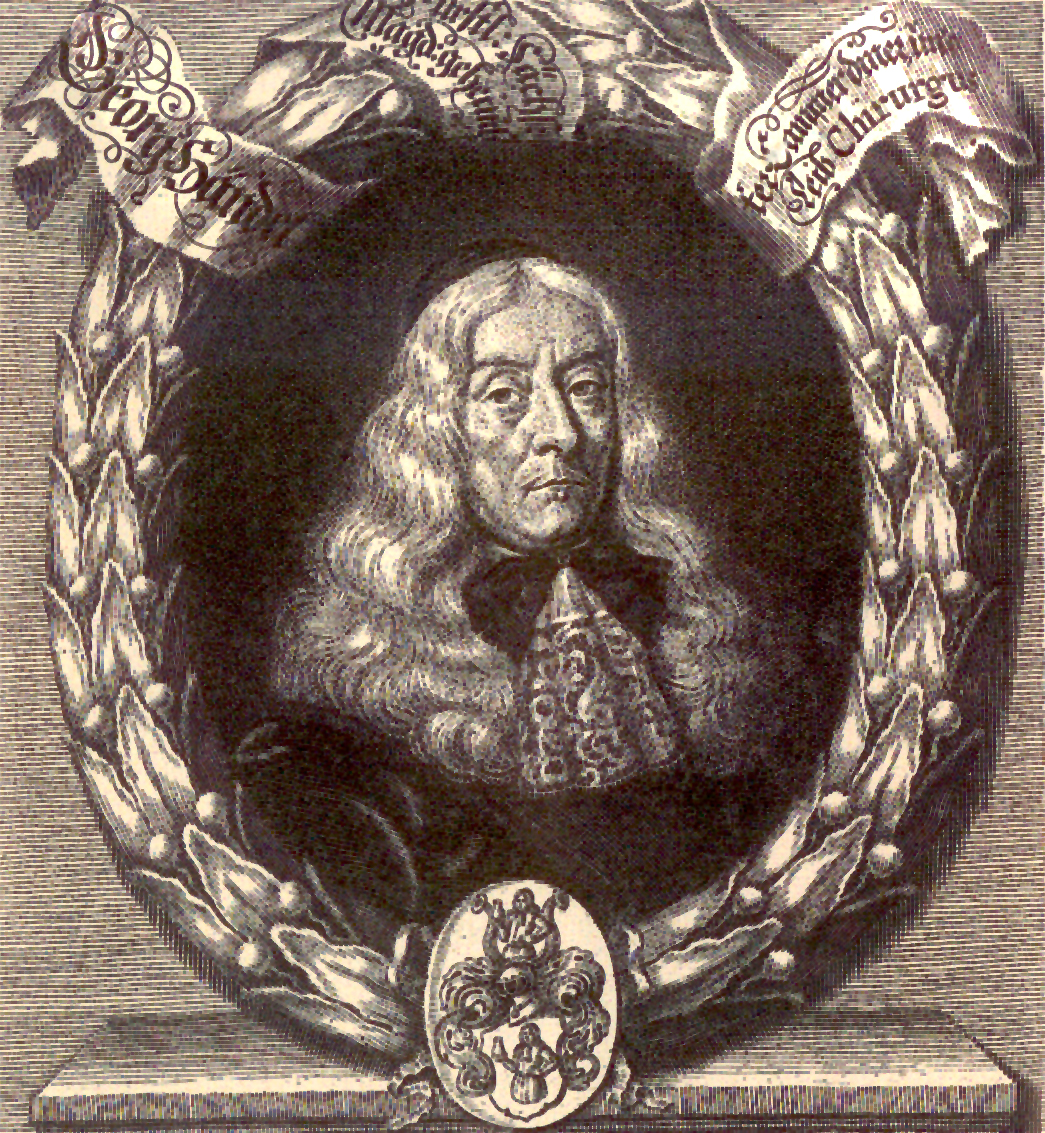
Georg Händel.

Georg Händel (alemán: [ˈhɛndəl]; Halle, Arzobispado de Magdeburgo, 24 de septiembre de 1622 - ibídem, Ducado de Magdeburgo, 11 de febrero de 1697) fue un barbero cirujano y el padre de Georg Friedrich Händel.

## Biografía
Cuando era joven tuvo que abandonar sus estudios de gramática, tras la muerte de su padre, Valentin, en 1636, y tuvo que dejar sus aspiraciones para convertirse en abogado. Es muy improbable que finalizara un estudio médico y, sin un título, no le permitieron ejercer.
En 1643, se casó con Anna Kathe, viuda 12 años mayor que él. Tuvieron seis niños: Dorothea Elisabet, Gottfried, Christoph, Anna Barbara, Karl y Sophia Rosina. La pareja vivió en un pueblo llamado Neumarkt, al sur de Saalkreis. Alrededor de 1657, Augusto de Sajonia-Weissenfels lo nombró su cirujano. Cerró la taberna El Ciervo Amarillo. En 1672, le concedieron una licencia para servir vino y también poseyó una viña fuera de la ciudad. Su mujer falleció en 1682; al año siguiente, se casó con Dorothea Taust (1651–1730), hija de un pastor luterano en Giebichenstein. En 1685, nació Georg Friedrich Händel, seguido por sus hermanas Dorothea Sophia, en 1687, y Johanna Christiana, en 1690 (fallecida en 1709).[cita requerida]
Según John Mainwaring, el primer biógrafo de Händel, «Händel había descubierto una propensión tan fuerte a la música, que su padre, quien siempre pretendió que estudiara Derecho, tuvo razones para sentirse alarmado. Le prohibía estrictamente inmiscuirse con cualquier instrumento musical pero Händel encontró la forma de conseguir un pequeño clavicordio y lo transportó en privado a una habitación en la parte superior de la casa. Subía a esta habitación constantemente cuando la familia estaba dormida». Un día Händel y su padre fueron en un viaje a Weissenfels para visitar a su hijo (hermanastro de Händel) Karl, o nieto (sobrino de Händel) Georg Christian, quien servía como ayuda de cámara al duque Juan Adolfo I. Según se cuenta, el joven Händel atrajo la atención del Duque con su interpretación en el órgano de la iglesia. A petición suya, Georg permitió que su hijo recibiera lecciones de teclado y técnica de composición musical de Friedrich Wilhelm Zachow, el organista de la Marienkirche.[cita requerida]